# 滕代远
滕代远（1904年11月2日—1974年12月1日），曾經化名唐大元、李光，苗族，湖南麻阳人，中国共产党、中华人民共和国政治人物，原副国级领导人。
滕代远参与领导了平江起义，曾任红五军、红三军团政治委员、红一方面军副总政治委员、中央军委武装动员部部长。抗日战争时期，任中央军委参谋长、八路军前指参谋长。第二次国共内战时期，任晋冀鲁豫军区、华北军区副司令员。中华人民共和国成立后，任中华人民共和国铁道部部长及全国政协副主席等职。

## 生平

### 早年生涯
1923年考入常德湖南省公立第二师范学校，组织麻阳新民社，创办《锦江潮》。1924年10月加入共青团，1925年春加入国民党，同年10月转入中国共产党，曾领导学生运动。1926年後歷任共青團平江縣委書記，后调长沙近郊任湖南省農民協會委員長、郊区区委书记，开展农民运动。1927年马日事变后，滕代远转入地下。8月任湖南省委委员、省农民协会委员长。不久，任湘东特委书记，兼醴陵县委书记。1928年6月，滕代远任湘鄂贛邊特委書記，從事青年運動、農民運動和兵運工作。

### 第一次国共内战时期
1928年7月17日，滕代远奉湖南省委指示到达平江，与国民革命军第八军独立第一师一团党组织取得联系:30。22日，与一团团长彭德怀领导平江起义:32。其后，率部转战湘赣边。12月上旬，彭德怀、滕代远与朱德、毛泽东领导的红四军在井冈山胜利会师:38:20、49。随后，滕代远任红四军副政委兼三十团政委:39。

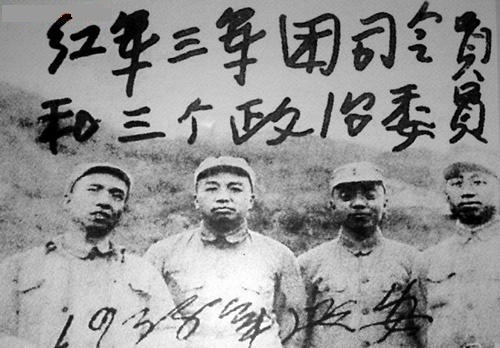
1938年，原红三军团军团长和三任政治委员于延安。左起：李富春、彭德怀、杨尚昆、滕代远。

1929年1月1日，国军对井冈山发动第三次会剿:128。1月4日，中共在井冈山的领导人在宁冈县柏露村召开了为期四天的会议:129，决定毛泽东、朱德率领红四军主力出击，留彭德怀、滕代远守卫井冈山:39。随后，他与彭德怀指挥红五军和王佐部抗击国军向井冈山的进攻。然而由于国军势强，井冈山最终失守，彭德怀率部突围:40，途中损失惨重，仅存283人:41。随后，这支小部队突袭于都县城成功，然而这期间滕代远因枪支走火负伤。9月，湘鄂赣边特委扩大会议决定重新组建红五军军部，将彭德怀率领的四、五纵队（原红五军一、三纵队）和湘鄂赣边支队（原红五军第二纵队）扩编为5个纵队，滕代远为红五军政治委员:45。
1930年6月中旬，红五军扩编为红三军团，滕代远任政委:47。1930年7月27日，与彭德怀攻占长沙:48。11天后，在何键的夹击下退出:31-32。8月23日，红三军团在浏阳永和市和红一军团会合，成立中国工农红军第一方面军，滕代远任红一方面军副总政委，此后他参加中央苏区第一至第四次“反围剿”作战。1932年，他参加了赣州战役:58、南雄水口战役、乐安宜黄战役和金资战役。1933年7月，任东方军政委，指挥部队入闽作战:62。1933年底，滕代远受到王明、博古路线的排挤，被迫离开红三军团领导岗位，调任中央军委武装动员部部长。曾获得中华苏维埃共和国二等红星奖章。
1934年7月，滕代远前往苏联出席共产国际第七次代表大会，并入蘇聯紅軍陸軍大學、列宁学院学习。1937年春回到新疆，與陳雲組織接應西路軍餘部進入迪化，参与建立了八路军驻新疆办事处。

### 抗日战争时期
1937年12月，滕代远返回延安，任中共中央军委参谋长。参与加强八路军、新四军的政治工作。1939年冬晋西事变后，奉命赴晋西北地区指挥作战。1940年，滕代远调任抗日军政大学副校长兼副政委，同时任中共中央北方局常委，在太行抗日根据地办学，致力培养抗日军政干部。1942年8月，左权阵亡后，滕代远任八路军前指参谋长兼情报处处长。在这期间，共产党抗日根据地受到日军、国军的双重封锁。1944年，滕代远和杨立三提出了节约物资的“滕杨方案”。1945年8月（日本將投降時），率部对日军反攻作战，收复大片失地。

### 第二次国共内战时期

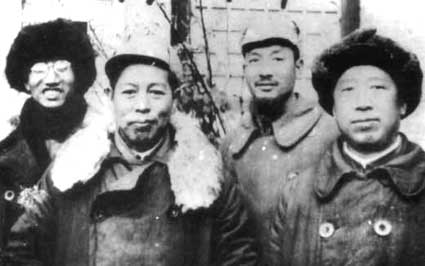
1947年，晋冀鲁豫军区领导合影，左起为徐向前、王世英、周士第、滕代远

抗战胜利后，滕代远任晋冀鲁豫军区副司令员。1946年，滕前往北平军事调处执行部（佩戴国军中将军衔）担任中共代表叶剑英的军事顾问，协助叶进行调处军事冲突，监督执行整军方案，恢复交通、解除敌伪武装及遣送日俘回国等事宜。1946年7月，为保证刘伯承、邓小平率主力执行主要方向作战任务，滕代远与薄一波负责军区领导工作。1947年7月，晋冀鲁豫野战军挺进大别山後，滕代远与薄一波筹建中国人民解放军华北军区野战部队，支持徐向前在山西境内与阎锡山部决战。1948年4月，滕代远任华北军区副司令员、中共中央华北局常委。1948年11月，滕代远任中央军委铁道部部长，其后又兼铁道兵团司令员。

### 中华人民共和国成立后
中华人民共和国成立后，滕代远任中央人民政府铁道部部长和中華人民共和國鐵道部部长。他是中华人民共和国铁道事业的奠基人以及铁道兵的创建人。在他的组织下中华人民共和国成立后的10年中修筑了成渝铁路、天兰铁路、丰沙铁路、包兰铁路、黎湛铁路、宝成铁路、鹰厦铁路和长江大桥等重大工程，以至1958年底，全国铁路轨道延长达53000公里。而滕代远在铁道部长任内于1958年起病休，铁道部工作也由吕正操主持，直至1965年吕正操正式接任。
1965年1月，滕代远当选第四届全国政协副主席。滕代远是中共第七、八、九、十届中央委员；第一、二、三届中华人民共和国国防委员会委员。「文化大革命」期间受到迫害。1974年12月1日在北京病逝，终年70岁。

## 家庭
- 妻子：林一[15]（1917年—2007年），河北武邑人。1935年5月在黑龙江省依兰县中学读书时加入中国共产主义青年团，1936年5月加入中国共产党。在延安中共中央社会部学习和工作近三年。1940年秋至1948年5月,近八年的时间,在太行山晋东南抗日根据地的情报、城工部门工作。1949年调入中央军委铁道部人事局干部处处长，劳动工资处处长，天津铁路管理局北京分局副局长，北京铁路局副局长，北京铁路局党委副书记兼政治部主任，北京铁路局党委第二书记、顾问。
- 长子滕久翔，
- 次子滕久光，
- 三子滕久明，
- 四子滕耕耕（现名滕飞），
- 五子滕久昕[16]，1968年内蒙古牧区插队知青，1970年铁道兵部队战士，1975年复员到北京铁路分局，曾任电务段工人，老干部部科长，铁笛化纤制品有限公司经理，铁路旅行社副经理，中国铁道博物馆主任。